# Julvécourt
Julvécourt – miejscowość i gmina we Francji, w regionie Grand Est, w departamencie Moza.
Według danych na rok 1990 gminę zamieszkiwały 72 osoby, a gęstość zaludnienia wynosiła 8 osób/km² (wśród 2335 gmin Lotaryngii Julvécourt plasuje się na 973. miejscu pod względem liczby ludności, natomiast pod względem powierzchni na miejscu 668.).